# Vedran Zrnić
Vedran Zrnić, född 26 september 1979 i Zagreb, är en kroatisk tidigare handbollsspelare (högersexa). Han spelade 133 landskamper och gjorde 270 mål för Kroatiens landslag, med bland annat VM-guld 2003, OS-guld 2004 samt flera VM- och EM-silver som största meriter.

## Klubbar
- Badel 1862 Zagreb (–2001)
- RD Prule 67 (2001–2004)
- RK Velenje (2004–2006)
- VfL Gummersbach (2006–2013)
- SPR Wisła Płock (2013–2014)
- Beşiktaş JK (2014–2015)
- RK Našice (2015–2019)